# Mireia Riera i Casanovas
Mireia Riera i Casanovas (Lloret de Mar, 5 de febrer de 1975) és una nedadora paralímpica catalana.
Membre del Club Natació Olot, entre 1993 i 1998 va participar en els campionats d'Espanya de natació adaptada, aconseguint diverses medalles d'or. També va batre diversos rècords estatals a la classe 5-7 dels 50, 100 i 400 m lliures, així com dels 200 m estils. Amb la selecció espanyola va participar en els Campionats del Món de 1996 i als Jocs Paralímpics d'Atlanta 1996, on aconseguí la medalla de bronze als 400 m lliure, amb rècords d'Espanya i d'Europa inclosos, i la medalla de Plata en els 100 metres lliures. Posteriorment va retirar-se de la competició.

## Palmarès
- 1 medalla d'argent en 100 m lliure S7 als Jocs Paralímpics d'Atlanta 1996
- 1 medalla de bronze en 400 m lliure S7 als Jocs Paralímpics d'Atlanta 1996